# Савинское (Костромская область)
Савинское — деревня в Расловском сельском поселении Судиславского района Костромской области России.

## География
Деревня расположена у ручья Пивар.

## История
Согласно Спискам населенных мест Российской империи в 1872 году деревня относилась к 2 стану Костромского уезда Костромской губернии. В ней числилось 20 дворов, проживало 60 мужчин и 72 женщины.
Согласно переписи населения 1897 года в деревне проживало 157 человек (77 мужчин и 80 женщин).
Согласно Списку населенных мест Костромской губернии в 1907 году деревня относилась к Шишкинской волости Костромского уезда Костромской губернии. По сведениям волостного правления за 1907 год в ней числилось 35 крестьянских дворов и 158 жителей. Основными занятиями жителей деревни, помимо земледелия, были работа чернорабочими и пильщ.
До муниципальной реформы 2010 года деревня входила в состав Долматовского сельского поселения Судиславского района.

## Население
| 1872 | 1897 | 1907 | 2008 | 2010 | 2014 |
| ---- | ---- | ---- | ---- | ---- | ---- |
| 132  | ↗157 | ↗158 | ↘1   | ↘0   | ↗1   |